# USS Essex (LHD-2)
USS Essex (LHD-2) — другий в серії з восьми універсальних десантних кораблів типу «Восп» ВМС США. Також він є п'ятим кораблем, який названий на честь округу Ессекс, штат Массачусетс.

## Будівництво
Корабель був побудований найбільшої суднобудівної компанією США Ingalls Shipbuilding, розташованої в Паскагулі, штат Міссісіпі, за контрактом від 10 вересня 1986 року. Закладений 20 березня 1989 року. Спущений на воду 23 лютого 1991 року. 10 липня 1992 був переданий ВМС США. 8 вересня корабель покинув верфі в Паскагулі і вирушив до порта приписки Сан-Дієго, штат Каліфорнія, куди прибув 26 вересня. 17 жовтня в Сан-Дієго відбулася церемонія введення в експлуатацію. З 26 липня 2000 року портом приписки стала військово-морська база США в Сасебо, Японія. З 17 травня 2012 року портом приписки стала військово-морська база в Сан-Дієго.

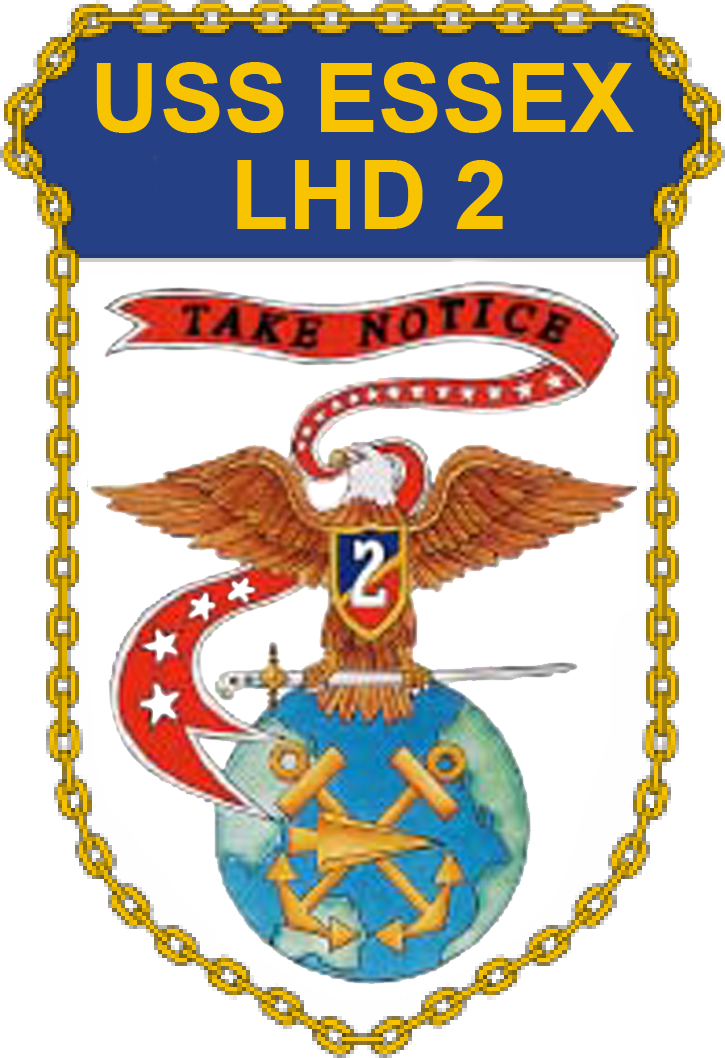
Емблема корабля

## Бойова служба
25 жовтня 1994 року залишив порт приписки Сан-Дієго для свого першого розгортання в зоні відповідальності 5-го і 7-го флоту США. На борту корабля був розміщений 13-й експедиційний загін морської піхоти (MEU). 25 квітня 1995 року повернувся до порт приписки, після завершення шестимісячного розгортання.
17 жовтня 1995 року вирушив на морські ходові випробування, після завершення чотиримісячного ремонту на військово-морській верфі в Сан-Дієго.
11 травня 1996 року залишив порт приписки для участі в міжнародному навчанні «RIMPAC -96» біля узбережжя Гавайських островів. Повернувся в порт приписки 28 червня. 10 жовтня покинув Сан-Дієго для запланованого розгортання в західній частині Тихого океану і Перської затоки, з якого повернувся 10 квітня 1997 року.
З 26 липня 2000 року став базуватися з Сасебо, Японія, звідки здійснював звичайні патрулювання і брав участі в різних операцій з надання гуманітарної допомоги в ліквідації наслідків стихійних лих, в тому числі: в жовтні і листопаді 2001 року в Східному Тиморі, а також в операції «Foal Eagle» в Кореї в 2002 році.
27 лютого 2012 року в останній раз вийшов у патрулювання з порту приписки Сасебо, з якого повернувся 8 квітня. Служив в якості командного корабля для сьомої експедиційної ударної групи, поки його 23 квітня 2012 року не змінив десантний корабель USS «Bonhomme Richard» (LHD-6). Після цього корабель попрямував до свого нового порт приписки Сан-Дієго. 16 травня біля узбережжя Південної Каліфорнії зіткнувся з танкером «Yukon» ВМС США. В результаті аварії ніхто не постраждав, розливу нафти зафіксовано не було. Обидва судна отримали незначні пошкодження. 17 травня прибув до свого нового порт приписки Сан-Дієго. 20 червня покинув Сан-Дієго для участі в міжнародному навчанні «RIMPAC 2012», яке проходило з 29 червня по 3 серпня. 14 серпня повернувся в порт приписки. 19 вересня розпочався доковий ремонт на верфі в Сан-Дієго.
24 березня 2013 року прибув сухий док компанії General Dynamics NASSCO в Сан-Дієго для проходження ремонту, який покинув в жовтні.
28 квітня 2014 року залишив Сан-Дієго для проходження чотириденних ходових випробувань.
11 травня 2015 року залишив порт приписки для запланованого розгортання в зоні відповідальності 5-го і 7-го флоту США, яке стало першим після 10-ти річної перерви, з якого повернувся 15 грудня.
1 березня 2016 року компанія General Dynamics National Steel and Shipbuilding Co. (NASSCO) отримала контракт вартістю 156,6 млн доларів США на проведення модернізації. Роботи були завершені в червні 2017 року. За повідомленням від 19 жовтня проходив модернізацію на військово-морській верфі в Сан-Дієго, що дозволить розміщувати на його борту палубні літаки F-35B.

У вересні 2018 року із оснащеною F-35B ескадрильєю морських винищувачів 211 (VMFA-211) на борту передислокувався до Центрального командування США. 27 вересня повідомлялося, що перший в історії авіаудар F-35B був здійснений з Ессекса проти цілей «Талібану» в Афганістані. 

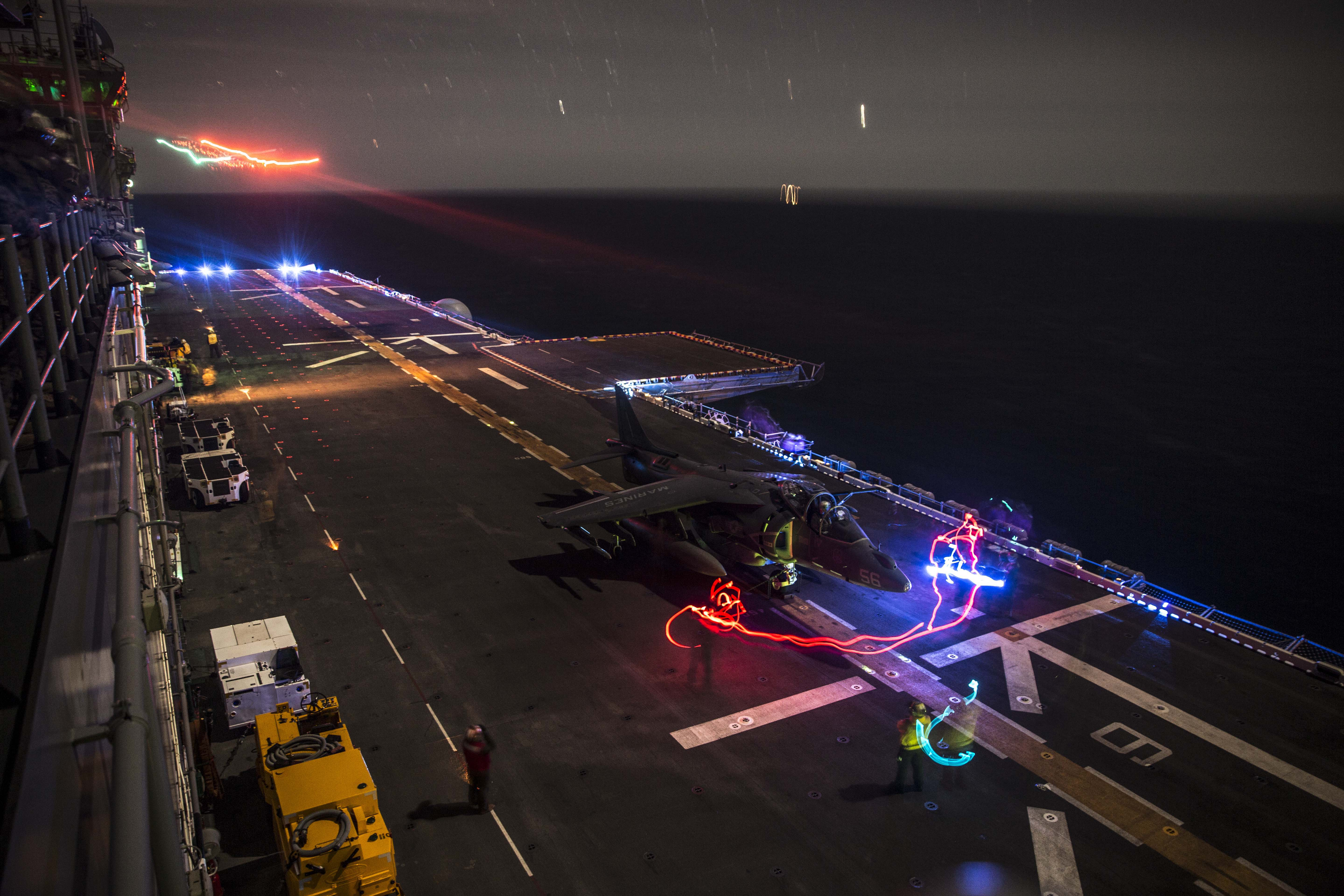
AV-8B Harrier готується до зльоту на борту Ессекса, біля узбережжя Сан-Дієго, 24 лютого 2015 р.

## Пандемія COVID-19 2020 року
17 березня було повідомлено про перший випадок захворювання на коронавірус серед членів екіпажу корабля. Матрос відвідував навчальний курс на військово-морській базі в Сан-Дієго з 6 лютого 2020 року, коли 14 березня отримав позитивний результат на тест COVID-19. Згодом матрос самоізолювався вдома.